# چلسی فیلد
چلسی فیلد (انگلیسی: Chelsea Field؛ زادهٔ ۲۷ مهٔ ۱۹۵۷) یک هنرپیشه اهل ایالات متحده آمریکا است.
از فیلم‌های معروف او می‌توان به بازی در فیلم میدان نبرد زمین، آخرین پسر پیش‌آهنگ، هر کاری خواهم کرد و فقط آب اضافه کنید اشاره کرد.